# Avi Pazner
Avi Pazner (* 1937 in Danzig) ist ein ehemaliger israelischer Diplomat und seit 1998 Vorsitzender von Keren Hajessod.
Pazner hielt sich während des Zweiten Weltkrieges in der Schweiz auf. Im Alter von 16 Jahren emigrierte er mit seiner Familie nach Israel. Nachdem er in Jerusalem seine Schulausbildung abgeschlossen hatte, diente er bis 1959 in den israelischen Streitkräften.
Pazner studierte Politik- und Wirtschaftswissenschaft an der Hebräischen Universität. Nach der Beendigung seines Studiums begann er 1965 für das israelische Außenministerium zu arbeiten. Hier bekleidete er diverse Posten. Unter anderem fungierte er von 1981 bis 1986 als Pressesprecher des Außenministeriums.
Im Jahr 1991 wurde er zum israelischen Botschafter in Italien ernannt. Pazner war gleichzeitig nicht-residierender Botschafter für Malta und wurde später der erste nicht-residierende Botschafter für Albanien. Als Botschafter in Italien führte er Verhandlungen mit dem Heiligen Stuhl zur Aufnahme diplomatischer Beziehungen. Im Jahr 1995 wechselte Pazner auf den Botschafterposten in Frankreich. Dieses Amt bekleidete er bis September 1998, als er zum Vorsitzenden von Keren Hajessod gewählt wurde.
Pazner ist verheiratet und hat drei Kinder. Der französische Präsident Jacques Chirac machte ihn zum Commandeur der Ehrenlegion.